# Astana Open 2023 - Qualificazioni singolare
Le qualificazioni del singolare dell'Astana Open 2023 sono state un torneo di tennis preliminare per accedere alla fase finale della manifestazione. I vincitori dell'ultimo turno sono entrati di diritto nel tabellone principale. In caso di ritiro di uno o più giocatori aventi diritto a questi sono subentrati i lucky loser, ossia i giocatori che hanno perso nell'ultimo turno ma che avevano una classifica più alta rispetto agli altri partecipanti che avevano comunque perso nel turno finale.

## Teste di serie
1. Borna Gojo (ritirato)
2. Alexandre Müller (ultimo turno)
3. Fábián Marozsán (primo turno)
4. Tarō Daniel (ultimo turno)

1. Jurij Rodionov (qualificato)
2. Sho Shimabukuro (qualificato)
3. Damir Džumhur (ultimo turno)
4. Zizou Bergs (primo turno)

## Qualificati
1. Jurij Rodionov
2. Jahor Herasimaŭ

1. Alibek Kačmazov
2. Sho Shimabukuro

## Tabellone

### Legenda
| - Q = Qualificato - WC = Wild card - LL = Lucky loser | - ALT = Alternate - SE = Special Exempt - PR = Protected Ranking | - w/o = Walkover - r = Ritirato - d = Squalificato |

### Sezione 1
|  | Primo turno | Primo turno      | Primo turno     | Primo turno | Primo turno |  |  | Ultimo turno | Ultimo turno   | Ultimo turno   | Ultimo turno | Ultimo turno |  |
|  |             |                  |                 |             |             |  |  |              |                |                |              |              |  |
|  | Alt         | Rubin Statham    | 4               | 1           |             |  |  |              |                |                |              |              |  |
|  |             | Kimmer Coppejans | 6               | 0           | r           |  |  | Alt          | Rubin Statham  | Rubin Statham  | 67           | 4            |  |
|  |             | Evgenij Donskoj  | Evgenij Donskoj | 1           | 2           |  |  | 5            | Jurij Rodionov | Jurij Rodionov | 7            | 6            |  |
|  | 5           | Jurij Rodionov   | Jurij Rodionov  | 6           | 6           |  |  |              |                |                |              |              |  |

### Sezione 2
|  | Primo turno | Primo turno      | Primo turno      | Primo turno | Primo turno |  |  | Ultimo turno | Ultimo turno     | Ultimo turno     | Ultimo turno | Ultimo turno |  |
|  |             |                  |                  |             |             |  |  |              |                  |                  |              |              |  |
|  | 2           | Alexandre Müller | Alexandre Müller | 6           | 6           |  |  |              |                  |                  |              |              |  |
|  | WC          | Timur Maulenov   | Timur Maulenov   | 4           | 2           |  |  | 2            | Alexandre Müller | Alexandre Müller | 4            | 63           |  |
|  | PR          | Jahor Herasimaŭ  | Jahor Herasimaŭ  | 6           | 6           |  |  | PR           | Jahor Herasimaŭ  | Jahor Herasimaŭ  | 6            | 7            |  |
|  | 8           | Zizou Bergs      | Zizou Bergs      | 4           | 4           |  |  |              |                  |                  |              |              |  |

### Sezione 3
|  | Primo turno | Primo turno     | Primo turno     | Primo turno | Primo turno |  |  | Ultimo turno | Ultimo turno    | Ultimo turno    | Ultimo turno | Ultimo turno |  |
|  |             |                 |                 |             |             |  |  |              |                 |                 |              |              |  |
|  | 3           | Fábián Marozsán | Fábián Marozsán | 2           | 4           |  |  |              |                 |                 |              |              |  |
|  | Alt         | Alibek Kačmazov | Alibek Kačmazov | 6           | 6           |  |  | Alt          | Alibek Kačmazov | Alibek Kačmazov | 7            | 7            |  |
|  | Alt         | Dominik Palán   | Dominik Palán   | 65          | 3           |  |  | 7            | Damir Džumhur   | Damir Džumhur   | 64           | 68           |  |
|  | 7           | Damir Džumhur   | Damir Džumhur   | 7           | 6           |  |  |              |                 |                 |              |              |  |

### Sezione 4
|  | Primo turno | Primo turno        | Primo turno        | Primo turno | Primo turno |  |  | Ultimo turno | Ultimo turno    | Ultimo turno | Ultimo turno | Ultimo turno |  |
|  |             |                    |                    |             |             |  |  |              |                 |              |              |              |  |
|  | 4           | Tarō Daniel        | Tarō Daniel        | 7           | 7           |  |  |              |                 |              |              |              |  |
|  |             | Stefano Napolitano | Stefano Napolitano | 5           | 65          |  |  | 4            | Tarō Daniel     | 3            | 7            | 6            |  |
|  | WC          | Saba Purtseladze   | 0                  | 6           | 2           |  |  | 6            | Sho Shimabukuro | 6            | 67           | 7            |  |
|  | 6           | Sho Shimabukuro    | 6                  | 2           | 6           |  |  |              |                 |              |              |              |  |